# Orizzonte di fuoco
Orizzonte di fuoco (Fort Yuma) è un film del 1955 diretto da Lesley Selander.
È un western statunitense ambientato negli anni 1860 con Peter Graves, Joan Vohs e John Hudson.

## Trama
Una carovana viaggia assieme ad un gruppo di soldati diretti al forte. In questo viaggio ci sono due personaggi indiani: una donna e un uomo, fratello e sorella. Francesca si innamora del tenente Keegan, bianco, che guida la carovana, mentre il fratello si innamora di una ragazza bianca.

## Produzione
Il film, diretto da Lesley Selander su una sceneggiatura e un soggetto di Danny Arnold, fu prodotto da Howard W. Koch Tramite la Bel-Air Productions e girato nel Kanab Movie Fort a Kanab, Utah, dal 26 aprile al 9 maggio 1955.

## Distribuzione
Il film fu distribuito con il titolo Fort Yuma negli Stati Uniti dal 4 ottobre 1955 al cinema dalla United Artists.
Altre distribuzioni:
- in Belgio il 27 aprile 1956
- in Finlandia il 1º giugno 1956 (Saarrettu linnake)
- in Svezia il 24 settembre 1956 (Fort Yuma)
- in Brasile (Semeando o Ódio)
- in Spagna (Fuerte Yuma)
- in Francia (Fort Yuma)
- in Grecia (To ohyron kindynevei)
- in Ungheria (A Yuma eröd)
- in Italia (Orizzonte di fuoco)